# Ciclo supercontinental

Representación aproximada del supercontinente Pangea.

El ciclo supercontinental postula que cada 400-500 millones de años todas las masas de tierra emergidas se unen, formando un supercontinente, a través de un proceso de agregación y dispersión casi periódica de la corteza continental de la Tierra. Existen diversas opiniones sobre si la cantidad de corteza continental está aumentando, disminuyendo o permaneciendo igual, pero se acepta que la corteza terrestre se reconfigura constantemente. Se dice que un ciclo completo de un supercontinente dura de 300 a 500 millones de años. La colisión continental crea menos continentes y más grandes, mientras que los rifts crean más continentes y más pequeños.
El desplazamiento de las placas se realiza sobre una superficie esférica, por lo que los continentes terminan por chocar y soldarse, formándose una gran masa continental, un supercontinente (Pangea como lo llamó Wegener). Esto ha ocurrido varias veces a lo  largo de la historia de la Tierra. El supercontinente impide la liberación del calor interno, por lo que se fractura y comienza un nuevo ciclo. 
Así pues, las masas continentales permanecen y unen y fragmentan en cada ciclo, mientras que las cuencas oceánicas se crean y destruyen.

## Descripción

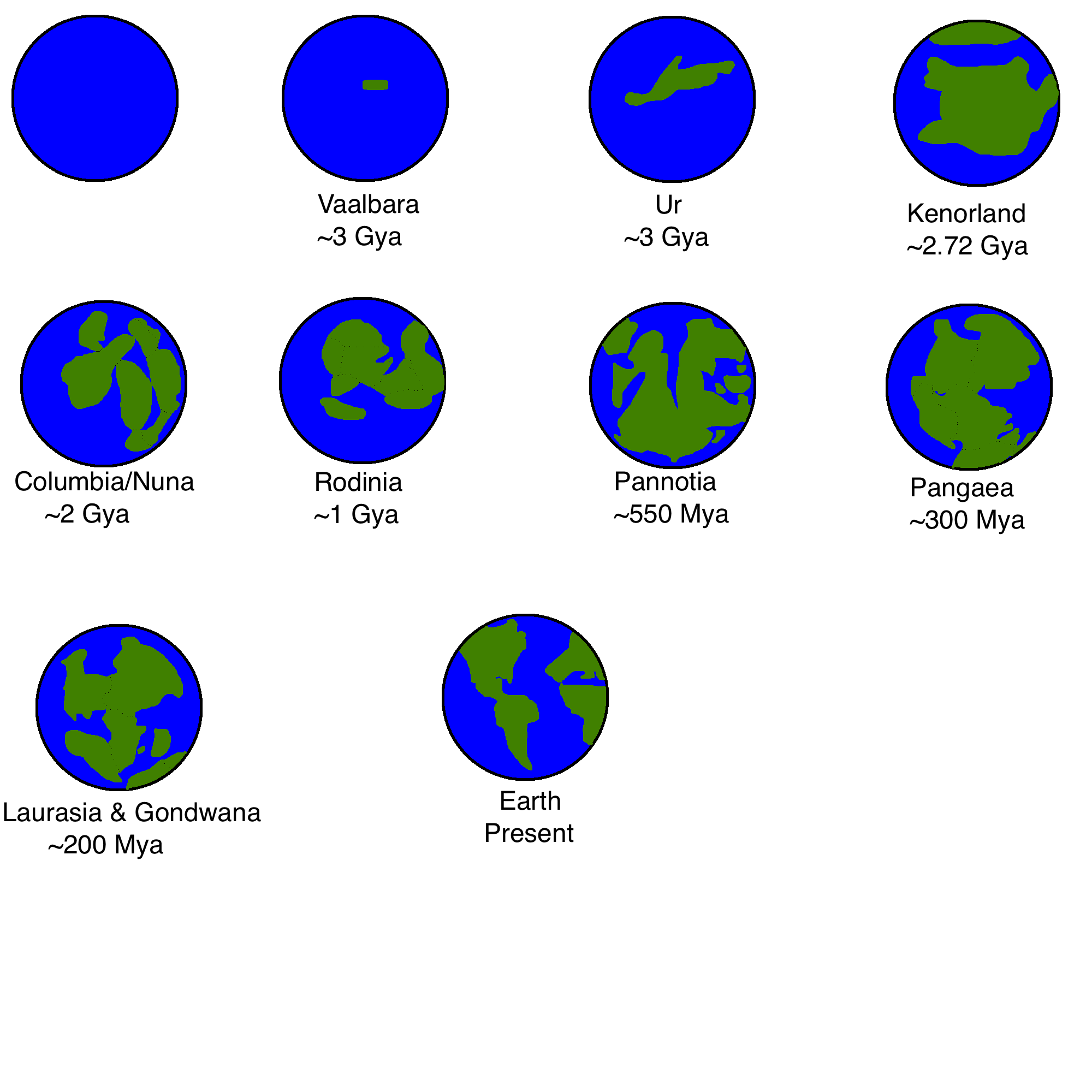
Representación simplificada de la serie propuesta de supercontinentes hasta la actualidad.

El supercontinente más reciente, Pangea, se formó hace unos 300 millones de años (0,3 Ga). Hay dos puntos de vista diferentes sobre la historia de los supercontinentes anteriores. El primero propone una serie de supercontinentes: Vaalbara (c. 3600 a c. 2800 millones de años); Ur (c. 3000 millones de años atrás); Kenorland (c. 2700 a 2100 millones de años); Columbia (c. 1800 a 1500 millones de años); Rodinia (hace entre 1250 millones y 750 millones de años); y Pannotia (c. 600 millones de años atrás), cuya dispersión produjo los fragmentos que finalmente colisionaron para formar Pangea.
El segundo punto de vista (Protopangea-Paleopangea), basado en evidencia tanto paleomagnética como geológica, es que los ciclos supercontinentales no ocurrieron antes de aproximadamente 0,6 Ga (durante el Período Ediacárico). En cambio, la corteza continental comprendía un solo supercontinente desde aproximadamente 2,7 Ga hasta que se rompió por primera vez, en algún lugar alrededor de 0,6 Ga. Esta reconstrucción se basa en la observación de que si solo se realizan pequeñas modificaciones periféricas a la reconstrucción primaria, los datos muestran que los polos paleomagnéticos convergieron a posiciones cuasiestáticas durante largos intervalos entre aproximadamente 2,7–2,2, 1,5–1,25 y 0.75–0.6 Ga. Durante los períodos intermedios, los polos parecen haberse conformado a un desplazamiento polar aparente unificado. Por lo tanto, los datos paleomagnéticos se explican adecuadamente por la existencia de un solo supercontinente Protopangea-Paleopangea con una casi integridad prolongada. La duración prolongada de este supercontinente podría explicarse por la operación de la tectónica comparable a la que opera en Marte y Venus, durante la época precámbrica, a diferencia de la tectónica de placas que se observa en la Tierra contemporánea. Sin embargo, este enfoque fue muy criticado porque se basa en la aplicación incorrecta de datos paleomagnéticos.
Los tipos de minerales que se encuentran dentro de los antiguos diamantes sugieren que el ciclo de formación y ruptura supercontinental comenzó hace aproximadamente 3000 millones de años (3,0 Ga). Antes de hace 3200 millones de años, solo se formaban diamantes con composiciones peridotíticas (comúnmente encontradas en el manto terrestre), mientras que después de hace 3000 millones de años, los diamantes eclogíticos (rocas de la corteza superficial terrestre) se hicieron predominantes. Se cree que este cambio se produjo cuando la subducción y la colisión continental introdujeron eclogita en los fluidos formadores de diamantes subcontinentales.

## Supercontinentes del Pasado Lejano
El último supercontinente ha sido llamado Pangea, y se formó alrededor del período Pérmico (hace 280-240 m.a.) y cuya desintegración continúa en nuestros días. Pangea fue el resultado del choque y fusión de diversas masas continentales existentes en periodos anteriores.
Antes de Pangea, debió de haberse formado un supercontinente llamado Pannotia a finales del eón Proterozoico, durante el período Ediacárico (hace unos 600 millones de años). Su desintegración y los consecuentes choques obductivos entre placas se relacionan con la Orogenia Hercínica, de gran importancia en la formación de los relieves más antiguos en la península ibérica.
También hay evidencias que hacen pensar que hubo otro supercontinente, Rodinia, hace aproximadamente 1100 millones de años, que se dividió hace 750 millones. Rodinia comenzó a formarse hace alrededor de 1300 millones de años a partir de tres o cuatro continentes preexistentes, un acontecimiento conocido como la Orogenia Grenville.
Finalmente, evidencias preliminares sugieren que el supercontinente Columbia existió entre hace 1800 y 1500 millones años.

## Etapas del ciclo supercontinental
En el ciclo de Wilson se distinguen las siguientes etapas:
1. El continente se fragmenta por acción de puntos calientes que abomban y adelgazan la corteza  terrestre hasta romperla, originándose un rift continental (como el Rift africano).
2. En la  línea de fragmentación se empieza a formar litosfera oceánica (borde constructivo) que separa los fragmentos continentales. Si continúa la separación el rift es invadido por el mar y se va transformando en una dorsal oceánica. Los continentes quedan separados por una pequeña cuenca oceánica (como el actual mar Rojo).
3. El proceso continúa y los continentes se separan progresivamente. Entre ellos aparece una cuenca oceánica ancha, con una dorsal bien desarrollada (como el océano Atlántico actual).
4. Cuando la cuenca oceánica alcanza cierto tamaño y es suficientemente antigua, los bordes de contacto con los fragmentos continentales se vuelven fríos y densos y comienzan a hundirse debajo de los continentes y se genera un borde destructivo. En esta zona se origina una cadena montañosa que va bordeando al continente (orógeno tipo andino, como la cordillera de los Andes). La corteza oceánica se desplaza desde el borde constructivo al de destrucción como una cinta transportadora, por lo que la cuenca oceánica deja de crecer (como el océano Pacífico).
5. Dada la forma esférica de la Tierra, otros bordes constructivos pueden empujar a los fragmentos continentales en sentido contrario, con lo que la cuenca oceánica se va estrechando (como en el mar Mediterráneo).
6. Finalmente, al desaparecer la cuenca oceánica las dos masas continentales chocan (obducción) y se origina un continente único (supercontinente), y sobre la sutura que cierra el océano se forma una cordillera (orógeno tipo himalayo, como la cordillera del Himalaya).

## Efectos en el nivel del mar
Se sabe que el nivel del mar es generalmente bajo cuando los continentes están juntos y alto cuando están separados. Por ejemplo, el nivel del mar era bajo en el momento de la formación de Pangea (Pérmico) y Pannotia (último Neoproterozoico), y subió rápidamente a máximos durante el Ordovícico y el Cretácico, cuando los continentes estaban dispersos. Las principales influencias en el nivel del mar durante la ruptura de los supercontinentes incluyen: edad de la corteza oceánica, cuencas de retroarco perdidas, profundidades de sedimentos marinos, emplazamiento de grandes provincias ígneas y el efecto de la extensión del margen pasivo. De estos, la edad de la corteza oceánica y las profundidades de los sedimentos marinos parecen desempeñar algunos de los papeles más importantes en la creación de un modelo del nivel del mar. La adición de otros parámetros de control ayuda a estabilizar los modelos cuando los datos son escasos.

## Distinción con el ciclo de Wilson
Un ciclo de Wilson rara vez se sincroniza con el tiempo de un ciclo supercontinental. Sin embargo, tanto los ciclos supercontinentales como los ciclos de Wilson estuvieron involucrados en la formación de Pangea y de Rodinia. La retrospectiva de cincuenta años en el Documento Especial 470 de la Sociedad Geológica de Londres proporciona una excelente visión matizada de cómo encajan estos conceptos, concluyendo que: "ya sea que se denomine el Ciclo de Wilson, o el más amplio Ciclo Supercontinental, la episodicidad tectónica identificada por Tuzo Wilson en su artículo de 1966 define un aspecto fundamental de la evolución tectónica, climática y biogeoquímica de la Tierra durante gran parte de su historia".